# Horseshoe Falls
La catarata Horseshoe (en inglés: Horseshoe Falls, que significa «caídas de la herradura»), también conocida como la catarata Canadiense, es una catarata del río Niágara, situada principalmente en la parte canadiense de la frontera con Estados Unidos.
Está situada entre Terrapin Point en Goat Island (en el Estado de Nueva York), y Table Rock House (en Ontario).
El nombre proviene de su curva, una cresta en forma de herradura de 671 metros de ancho. En el centro de Horseshoe Falls el agua tiene una profundidad de 3 metros. Pasa sobre la cresta a una velocidad de aproximadamente 32 km/h. La catarata tiene una altura de 53 metros, tiene una elevación media de la cresta de 152 metros y se orienta hacia el norte. La profundidad del río en la base de las cataratas es en realidad mayor que la de las cataratas en sí, estimada en 56 metros.
Horseshoe Falls está considerada como la más impresionante de las tres cataratas que componen las cataratas del Niágara.
Aproximadamente el 90% del agua del río Niágara pasa por Horseshoe Falls, mientras que el otro 10% fluye sobre las cataratas estadounidenses.
Las cataratas producen continuamente una gran cantidad de neblina, lo que dificulta su vista.
La cantidad de neblina natural se ha ido reduciendo desde principios del siglo XX debido al trasvase de la mayor parte del agua del río Niágara para generar energía hidroeléctrica.
Se puede observar desde enfrente (desde la parte canadiense) y desde abajo (desde la parte de EE. UU., en Goat Island).
El barco Maid of the Mist ofrece visitas que se acercan a la base de las cataratas.
Una pequeña embarcación permanece encallada en un bajío a unos 700 metros del borde superior de las cataratas desde 1918.
Una placa informa a los turistas acerca del pequeño naufragio que colocó a la embarcación justo arriba de las cataratas durante casi un siglo sin ser arrastrada por las cataratas.